# Aldo Croce
Aldo Croce (Tortona, 22 aprile 1914 – ...) è stato un calciatore italiano.

## Carriera
Cresce calcisticamente nel Derthona con cui debutta in Prima Divisione, il terzo livello del calcio di allora, nella stagione 1931-1932, ed ottiene una promozione in Serie B.
Nel 1935 passa all'Alessandria, con cui debutta in Serie A disputandovi due campionati in cui totalizza 34 presenze e realizza 7 reti.
Viene quindi acquistato dall'Atalanta, sempre nel massimo campionato, con cui realizza una sola rete, in Atalanta-Genoa.
Dopo l'esperienza bergamasca si trasferisce prima alla Reggiana, poi al Chieti, e quindi fa ritorno al Derthona.